# 富士急静岡タクシー

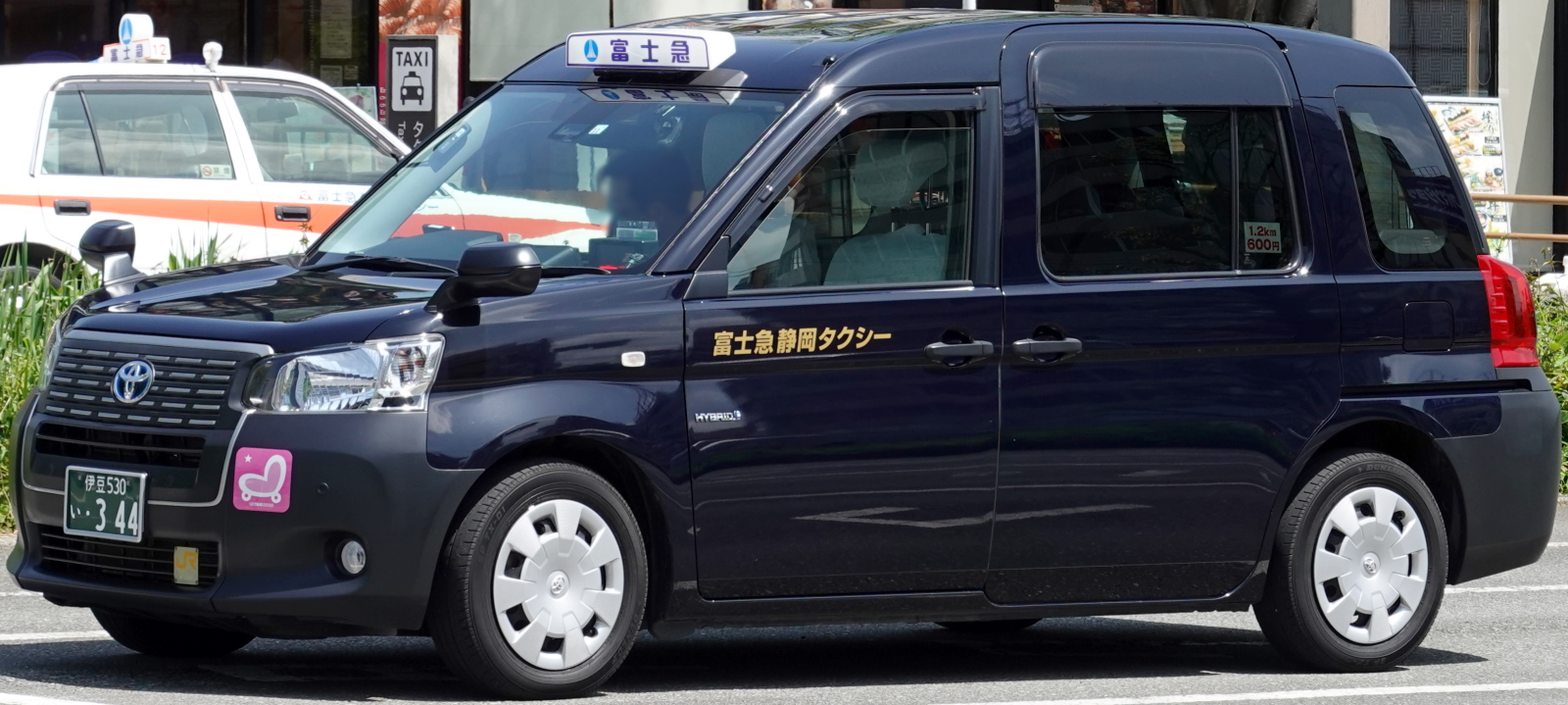
富士急静岡タクシーの車両

富士急静岡タクシー株式会社（ふじきゅうしずおかタクシー）は、静岡県三島市に本社を置く富士急グループのタクシー事業者である。

## 沿革
- 1954年2月 - 伊豆タクシー株式会社として設立。
- 1968年10月 - 沼津営業所、御殿場営業所を開設。
- 1987年6月 - 富士急伊豆タクシー株式会社に社名変更。
- 2005年4月 - 三島市自主運行バス「きたうえ号」の試験運行開始（2006年4月1日から本運行化）。当時の運行区間は三島駅 - 芙蓉台入口間。
- 2007年9月1日 - 「きたうえ号」時刻改正。芙蓉台入口 - 北上文化プラザ間延長。
- 2017年4月1日 - 富士急静岡タクシー株式会社に社名変更[1]。

## 本社及び営業所
- 本社（三島）営業所
  - 静岡県三島市南二日町1-35
- 沼津営業所
  - 静岡県沼津市松長757
- 御殿場営業所
  - 静岡県御殿場市竈1917-10

## コミュニティバス
- コミュニティバスとして、三島市自主運行バス「きたうえ号」を運行している。車両はジャンボタクシー。

- コミュニティバスとして、沼津市コミュニティバス「ミューバス原・浮島線」を運行している。(平成31年より)車両は、ジャンボタクシー。

## 参考資料
- 『2009 静岡県会社要覧』財団法人静岡経済研究所